# Rhipidia (Rhipidia) josephi
Rhipidia (Rhipidia) josephi is een tweevleugelige uit de familie steltmuggen (Limoniidae). De soort komt voor in het Oriëntaals gebied.